# Katerînivka, Nikopol
Katerînivka (în ucraineană Катеринівка) este un sat în comuna Pokrovske din raionul Nikopol, regiunea Dnipropetrovsk, Ucraina.

## Demografie
Componența lingvistică a localității Katerînivka
     Ucraineană (94,44%)
     Rusă (5,56%)
Conform recensământului din 2001, majoritatea populației localității Katerînivka era vorbitoare de ucraineană (94,44%), existând în minoritate și vorbitori de rusă (5,56%).